# Unenlagia
Unenlagia ("poluptica" na latiniziranom jeziku Mapudungun) je rod moguće dromeosauridnih, teropoda koji su tijekom kasne krede živjeli u današnjoj Argentini.
Za rod Unenlagia su do sada otkrivene vije vrste: U. comahuensis, tipična vrsta koju su 1997. godine opisali Novas i Puerta; i U. paynemili, koju su Calvo et al. opisali 2004. godine.

## Otkriće i naziv
U Sierra del Portezuelou, provincija Neuquén, Argentina, 1996. godine pronađen je skelet nekog teropoda; prijavljen je te iste godine. Fernando Emilio Novas i Pablo Puerta su ga 1997. godine opisali i dali mu naziv Unenlagia comahuensis. Naziv roda potiče od Mapuche jezika uñen, "pola" i lag, "ptica", zato što su znanstvenici smatrali da predstavlja vezu između ptica i bazalnijih teropoda. Naziv vrste odnosi se na regiju Comahue, gdje je skelet pronađen.
Holotipni primjerak, MCF PVPH 78, otkriven je u slojevima formacije Portezuelo iz perioda coniacija. Sastoji se od nepotpunog skeleta kojem nedostaje lubanja, ali koji uključuje kralješke, križnicu, rebra, ševron, lopaticu, ramenu kost, nepotpunu zdjelicu, bedrenu kost i goljeničnu kost.
Blizu Lago Barrealesa, 2002. godine, otkriven je drugi skelet, koji je prijavljen 2003. godine. Jorge Calvo, Juan Porfiri i Alexander Kellner su ga opisali i dali mu naziv Unenlagia paynemili 2004. godine. Drugi dio naziva odnosi se na Maximinoa Paynemila, šefa zajednice Paynemila. Holotipni primjerak je MUCPv-349, nepotpun skelet koji se sastoji od ramene kosti i preponske kosti. Još je nekoliko primjeraka pripisano ovoj vrsti: MUCPv-343, pandža; MUCPv-409, nepotpun ilium; MUCPv-415, prst i MUCPv-416, kralježak.
Neki znanstvenici smatraju rod Neuquenraptor mlađim subjektivnim sinonimom roda Unenlagia.

## Opis
Dužina tijela roda Unenlagia nije sigurno određena, s obzirom na to da je dobro poznata samo dužina noge; ne zna se ni da li bi se dužina te noge trebala iskoristiti za određivanje dužine tijela kao kod dromeosaurida ili kao kod ptica. Prema tome, procjene variraju između dužine od 3,5 m i težine od 75 kg s jedne strane, i dužine od samo 2 m s druge strane. Isto tako, interpretacije oblika glave su se mijenjale, od kratke njuške kao kod dromeosaurida do izduženog oblika kao kod rodova Buitreraptor i Austroraptor.
Unenlagia je bila vrlo slična pticama. Novas i Puerta su otkrili da je kralična oblast bila vrlo slična onoj kod Archaeopteryxa. Ramena oblast kod roda Unenlagia se isprva smatrala prilagođenom za mahanje, s ravnom lopaticom na vrhu grudnog koša, što je činilo da je točka spajanja ramena bila više prema boku. Međutim, Kenneth Carpenter je 2002. godine istakao da bi tako lopatica bila dorsoventralno spljoštena, umjesto lateralno kao kod drugih teropoda, pa je vjerojatnije da se lopatica nalazila sa strane grudnog koša. To se podudaralo s kasnijom hipotezom Philipa Sentera da teropodi kao što je Unenlagia nisu mogli podići prednje udove iznad leđa, što bi također bio slučaj i kod najprimitivnije ptice, Archaeopteryxa. Južnoamerički istraživači su, međutim, ostali neuvjereni, jer bi po njima lateralno pozicionirana lopatica tjerala korakoidnu kost duboko u grudni koš, što se anatomski čini vrlo nevjerojatnim.
S dužinom od barem 2 metra, Unenlagia je vjerojatno bila prevelika za let; znanstvenici zbog toga smatraju da je ili evoluirala od letećih predaka, ili da je Rahonavis razvio let od dromeosaurida s preduslovima za to (osim što se tiče veličine), nezavisno od linije Archaeopteryxa, u vrijeme kada su razne srodne linije ptica već prošle kroz jaku adaptivnu radijaciju.

## Filogenija
Novas i Puerta su u originalnom opisu smatrali rod Unenlagia sestrinskim taksonom ptica, što bi ga učinilo bazalnim pripadnikom Avialae sensu Gauthier 1986.
Međutim, Mark Norell i Peter Makovicky su 1999. godine izjavili da je Unenlagia pripadnik Dromaeosauridae. Unenlagia bi time pripadala neobičnom kladusu dromeosaurida, vrlo sličnom pticama, po imenu Unenlagiinae i bila bi u vrlo bliskom srodstvu s vrstama kao što su  Buitreraptor i Neuquenraptor (koji bi mogli biti ista vrsta kao i Unenlagia). Makovicky et al. su 2005. godine vratili "letećeg raptora" Rahonavisa kao pripadnika ove grupe, što znači da je Unenlagia bila ili sekundarno neletačica (evoluirala od predaka koji su letjeli) ili da je let kod ptica evoluirao barem dvaput. Norell et al. su 2006. godine rod Rahonavis svrstali kao sestrinski takson roda Unenlagia.
Ta pozicija nije anonimno prihvaćena. Novas i Federico Agnolín su 2011. godine objavili istraživanje u kojem su Unenlagiidae pozicionirane unutar Avialae.

## Vanjske poveznice
- Unenlagia na Dino Directory
- Crtež pripadnika roda Unenlagia.  Arhivirana inačica izvorne stranice od 28. rujna 2007. (Wayback Machine)
- Unenlagia na DinoData
- Diskusija o srodnosti unenlagina na DML.  Arhivirana inačica izvorne stranice od 11. ožujka 2007. (Wayback Machine)